# ジェイムズ・マッカートニー
ジェイムズ・ルイス・マッカートニー（英語: James Louis McCartney、1977年9月12日 - ） は、イギリスのシンガーソングライター。ロンドン在住。ビートルズのメンバーであったポール・マッカートニーと、その最初の妻で写真家・動物の権利運動家のリンダ・マッカートニーとの間に生まれた長男。

## 音楽家としての経歴
ジェイムズは、『フレイミング・パイ』(1997年)や『ドライヴィング・レイン』(2001年)など、父ポールのソロ・アルバムの一部にギターやドラムで参加しており、少数ながら曲の共作もしている。『フレイミング・パイ』では「ヘヴン・オン・ア・サンデイ」でジェイムズのギター・ソロが聴かれ、『ドライヴィング・レイン』には父との共作「スピニング・オン・アン・アクシス」、「バック・イン・ザ・サンシャイン・アゲイン」が収録され、ジェイムズは前者でパーカッション、後者でギターを演奏している。ジェイムズは、母リンダの死後に発表された彼女のソロ・アルバム『ワイド・プレイリー』(Wide Prairie)でもリード・ギターを演奏している。
2005年には、ポールの全米ツアー「The 'US' Tour」に参加した。
2009年11月14日、アイオワ州フェアフィールドのFairfield Arts & Convention Centerで開催されたイベント「第4回世界平和と瞑想のためのデヴィッド・リンチ・ウィークエンド」(the Fourth Annual David Lynch Weekend for World Peace and Meditation)で、アメリカ・デビューを果たした。

### Available Light
ソロ・デビューEP『Available Light』を2010年9月21日に発売。
これは、ソロ・パフォーマーとしても、ソングライターとしても、ジェイムズにとって最初の公式発売となった作品である。EPには自作曲4曲と、ニール・ヤングをカバーした「Old Man」が収録されている。ジェイムズは、作曲のほか、エレクトリック・ギター、アコースティック・ギター、マンドリン、ピアノ、ベースを演奏している。このEPのプロデュースはデヴィッド・カーン(David Kahne)とポール・マッカートニーで、録音は一年をかけてサセックス、ロンドン、ニューヨークで行われた。ジェイムズは、この作品について「ビートルズ、ニルヴァーナ、ザ・キュアー、PJ ハーヴェイ, レディオヘッドなど、あらゆる良い音楽にインスパイアされた音楽だ。基本的にはロックンロールで、クリーンなサウンド、ボーカルものだ。歌詞は、霊的なこと、愛、家族、自分の人生の生き方とか、いろいろなことを歌ってる。」と述べている。
2010年2月から3月にかけての初の英国ツアー中に、ジェイムズは、『Available Light』からの曲を、ネットで試聴できるようにした。

## 家族と私生活
ジェイムズは、1977年にロンドンで生まれた。名前は、父方の祖父ジム・マッカートニー(Jim McCartney = 本名 James McCartney)と、父の本名ジェイムズ・ポール・マッカートニー(James Paul McCartney)、そして母方の祖母（母リンダの亡母）で一族の資産を受け継いだ資産家であったルイーズ・リンダー(Louise Linder Eastman)にちなんで名付けられた（Louis は Louise の男性形）。生まれてすぐから2歳半になるまで、当時ウイングスを組んで世界各地をツアーしていた両親とともに移動し続けた。1980年にバンドが解散すると、マッカートニー一家はイースト・サセックス州のライ(Rye)に落ち着いた。ジェイムズは地元の公立小学校へ通い、やはり地元の総合中等学校(comprehensive school)(当時のThomas Peacocke Community College、現在のRye College)で学んだ。1989年、ジェイムズは、2人の姉メアリー(Mary)とステラとともに、両親のワールド・ツアーに同行することになり、旅の途上では家庭教師から教育を受けることになった。
1993年、16歳の誕生日の祝いの途中で、ジェイムズは友人たちと海に泳ぎに行った。ところが天気が急変しジェイムズは沖合に流されてしまう。家族が大急ぎで現場に向かう騒ぎになったが、ジェイムズは無事に戻ってくることができた。
1998年4月17日、アリゾナ州ツーソンで母リンダが、1995年に発症した乳がんで死去したときには、ジェイムズは姉たちや父とともにその臨終に立ち会った。この年遅く、ジェイムズはイーストエセックス州の自宅に近いシックスフォームカレッジ(Sixth form college)であるボックスヒル・カレッジ(Bexhill College)を修了し、芸術のA Levelを取得した。
1999年、ファッションデザイナーである姉ステラの、母リンダの死後では初めてのファッション・ショーに姿を現し、母に代わって、父ポールの隣の席に就いた。
1995年、ジェイムズは姉メアリーに、後に彼女と結婚することになったテレビ・プロデューサー、アリステア・ドナルド(Alistair Donald)を紹介した。ジェイムズには5人の甥と1人の姪がいる。メアリーの3人の息子たち、Arthur Alistair Donald (1999年4月3日生まれ)、Elliot Donald (2002年4月1日生まれ)、Sam Aboud (2008年4月11日生)と、ステラの息子、Miller Alasdhair James Willis (2005年2月25日生まれ)、娘、Bailey Linda Olwyn Willis (2006年12月8日生まれ)、息子、Beckett Robert Lee Willis (2008年1月8日生)。ファッションデザイナーである姉ステラや、写真家である姉メアリーとは異なり、ジェイムズは、公の場にあまり現れない生活をしており、この点では異父姉のヘザー・マッカートニー(Heather McCartney)に似ている。父ポールと、その2番目の妻ヘザー・ミルズ(Heather Mills)の間の娘・Beatrice Milly McCartney(2003年生)は歳の離れた異母妹である。

## 動物の権利運動
1999年、ジェイムズは、純菜食主義者としてウィスコンシン州の州知事に書簡を送り「牛乳は子牛が飲むものであって人間が飲むべきものではない」と述べ、畜産展示会の主催者が牛乳を販売するのを差し止めるよう求めた。